# Bamse (Schiffshund)

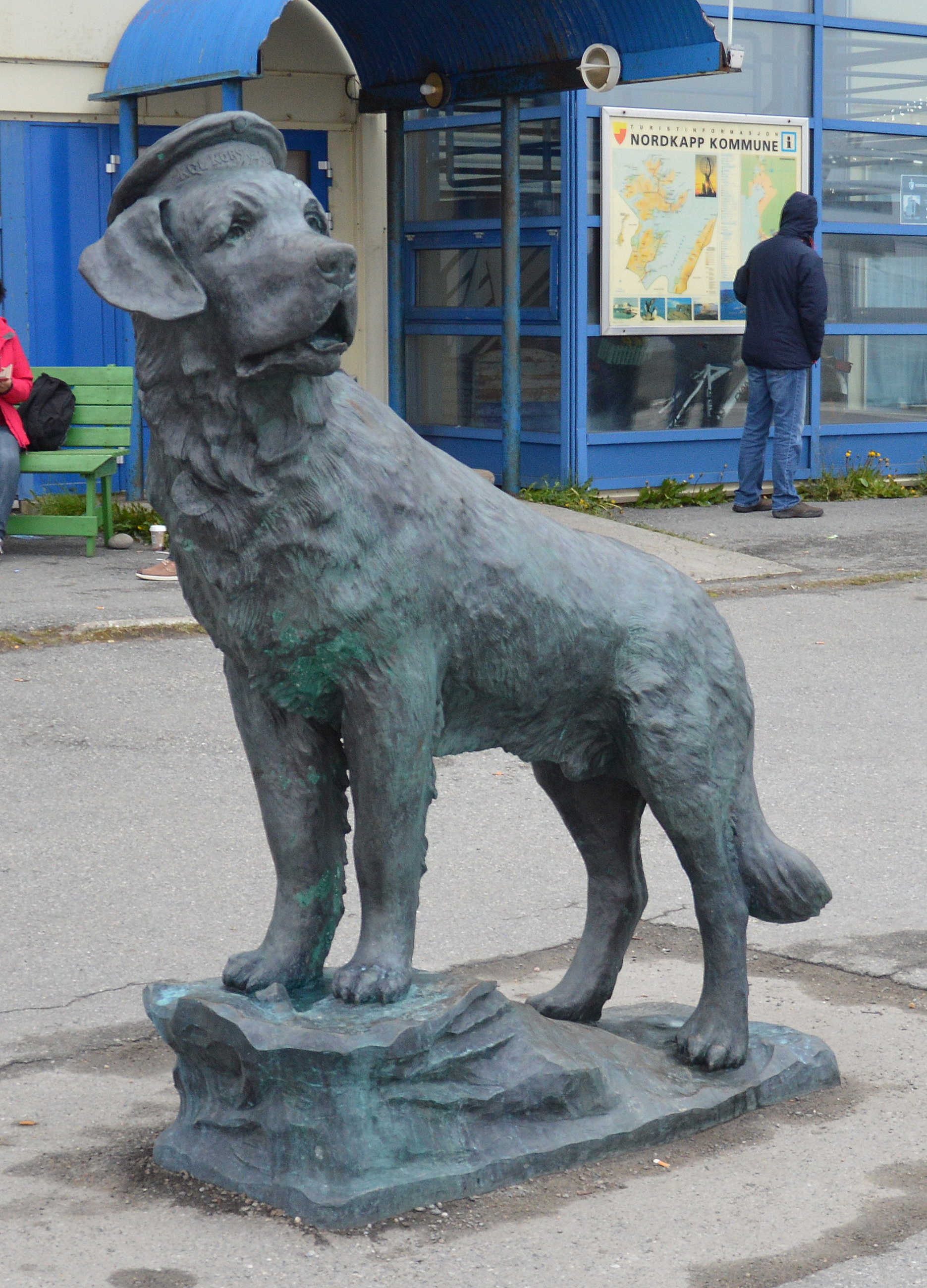
Bamse-Statue in Honningsvåg

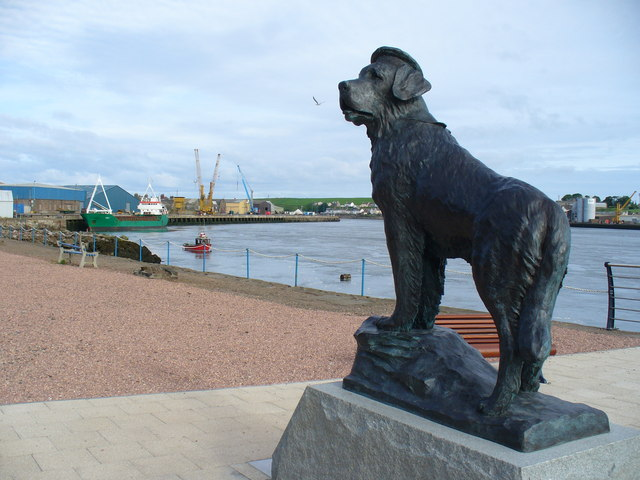
Statue in Montrose

Bamse (* 1937; † 24. Juli 1944) war ein norwegischer Schiffshund.

## Leben
Bamse war ein gutmütiger Bernhardiner. Der Name Bamse bedeutet im Norwegischen so viel wie Teddybär. Er kam im Jahr 1937 in dem norwegischen Ort Honningsvåg zur Welt und gehörte dem damaligen Hafenmeister des Orts Erling Hafto. Er spielte mit den Kindern in Honningsvåg und wurde von ihnen auch als Reittier und im Winter zum Schlittenziehen genutzt. 1939 wurde Hafto Kapitän des in Tromsø stationierten norwegischen Marineschiffs Thorodd. Nach dem Angriff Deutschlands auf Norwegen während des Zweiten Weltkriegs setzte sich die Thorodd wie weitere Schiffe der norwegischen Marine nach Großbritannien ab und war in den britischen Häfen von Montrose und Dundee stationiert. Sie wurde zum Minenräumer umgebaut. Bamse war weiterhin Schiffshund auf der Thorodd und wurde 1940 als offizielles Besatzungsmitglied eingetragen. Als sein Herrchen Hafto am 9. September 1940 auf den Minenräumer Nordkapp, der von Island aus operieren sollte, versetzt wurde, setzte sich die Mannschaft der Thorodd dafür ein, dass Bamse an Bord blieb.
Es gab eine Vielzahl von Berichten über die Tapferkeit und Fürsorge des Hundes für seine Mannschaft. Der 88 Kilogramm schwere Hund mischte sich bei Streit zwischen Besatzungsmitgliedern ein und stellte seine Vorderpfoten auf die Schulter eines Streitenden, um so wieder Ruhe herzustellen. Bamse holte Mannschaftsmitglieder zum Ende der Sperrstunde vom Landgang ab. Dazu benutzte er selbständig einen Bus, die Mannschaft hatte ihm ein Busticket gekauft, das er am Halsband trug. Bekannt war der Hund auch dafür, gemeinsam mit der Mannschaft in Bars einzukehren und dort Bier zu trinken. Auch spielte er gerne mit der Mannschaft an Deck Fußball. Bamse rettete zwei Besatzungsmitgliedern das Leben, darunter einem Schiffsoffizier, der im Hafen von Dundee von einem mit einem Messer bewaffneten Mann angegriffen wurde. Bamse griff ein und drängte den Angreifer so ab, dass dieser ins Hafenbecken fiel.
Bilder von Bamse, die ihn mit Matrosenkragen und -mütze bzw. einem für ihn angefertigten Helm zeigen, erreichten eine hohe Beliebtheit und wurden insbesondere zu Feiertagen an Norweger in der ganzen Welt gesandt.
Bamse verstarb am 24. Juli 1944 an Herzversagen. Er wurde mit militärischen Ehren in Montrose beigesetzt. Zu seiner Beisetzung waren 800 Personen erschienen. Posthum wurde ihm am 30. September 1984 der Norwegische Hundeorden und im Juli 2006 die PDSA Gold Medal verliehen. 2006 in Montrose und 2009 in Honningsvåg wurden lebensgroße Statuen für ihn enthüllt.

## Trivia
- Bamse war Teil der Serie "Tiere, die es geschafft haben", in der 101. Folge des Podcasts Fest und Flauschig.
- Bamse ist das Maskottchen des Podcast "Entbehrliches – Unterhaltsames Wissen aus der Wikipedia"